# Liste der Monuments historiques in Saint-Nizier-le-Désert
Die Liste der Monuments historiques in Saint-Nizier-le-Désert führt die Monuments historiques in der französischen Gemeinde Saint-Nizier-le-Désert auf.

## Liste der Bauwerke
| Bezeichnung      | Beschreibung                  | Standort | Kennzeichnung | Schutzstatus | Datum | Bild           |
| ---------------- | ----------------------------- | -------- | ------------- | ------------ | ----- | -------------- |
| Kirche St-Nizier | Erbaut ab dem 12. Jahrhundert | (Lage)   | PA00116561    | Inscrit      | 1926  | weitere Bilder |